# La Befa
La Befa (o Befa) è una frazione del comune italiano di Murlo, nella provincia di Siena, in Toscana.

## Geografia fisica
La frazione della Befa è situata al limite sud-orientale del territorio comunale di Murlo, sul confine con i comuni di Buonconvento e di Montalcino. La Befa è lambita a ovest dal corso del torrente Crevole (16 km), che va ad immettersi nel fiume Ombrone, che scorre a sud del centro, proprio presso la stazione ferroviaria. A est il paese è invece delimitato dal corso del fosso di Rigagliano (1 km), che segna il perimetro tra i comuni di Murlo e di Buonconvento.
La Befa confina a nord con il capoluogo comunale, a est con Bibbiano, a sud con il territorio comunale di Montalcino e ad ovest con Montepescini. Dista inoltre 9 km dallo stesso Murlo e circa 40 km da Siena.

## Storia
Il territorio dove insiste la frazione è abitato sin dall'epoca antica, come dimostrano i ritrovamenti archeologici: di epoca etrusca datano due tombe a camera del VI secolo a.C.; tra i siti di epoca romana, in particolare, dal 1976 al 1977 è stata scavata una grande villa dotata di impianto termale che aveva avuto due fasi di vita (I-II secolo e IV-V secolo).
Il borgo della Befa risale all'età alto-medievale e risulta citata in un documento del 25 gennaio 1084 come proprietà delle monache di Sant'Ambrogio a Montecellese. Entrato poi a fare parte delle terre di competenza dell'ordine vallombrosano della Badia Ardenga, alla soppressione del monastero da parte di papa Pio II nel 1462 divenne proprietà della mensa arcivescovile di Siena.

## Monumenti e luoghi d'interesse
- Cappella di Santa Maria Assunta[7][8][9]
- Cimitero della Befa
- Mulino della Befa[10]
- Castello di Montepertuso, con la pieve di San Michele Arcangelo

## Infrastrutture e trasporti
Il borgo della Befa è servito da una propria stazione, la stazione di Murlo, inaugurata nel 1927 come scalo ferroviario di riferimento del comune di Murlo, posizionata sulla ferrovia Grosseto-Siena.